# Řády, vyznamenání a medaile Norska

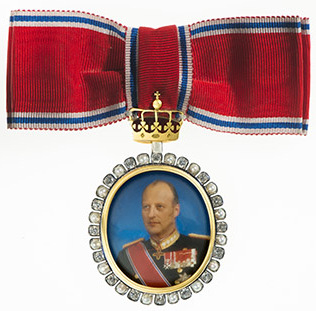
Královský rodinný řád krále Haralda V.

Hierarchie státních vyznamenání Norska se řídí Královským dekretem z 11. června 1943 a jeho pozdějšími dodatky. Poslední dodatek byl vydán dne 17. ledna 2016.

## Historie
Potřeba vzájemného řazení norských vyznamenání se objevila po druhé světové válce, během níž bylo založeno několik nových ocenění. Avšak až ve Statskalenderen pro rok 1960 bylo poprvé zveřejněno vzájemné pořadí devatenácti norských vojenských a civilních ocenění.

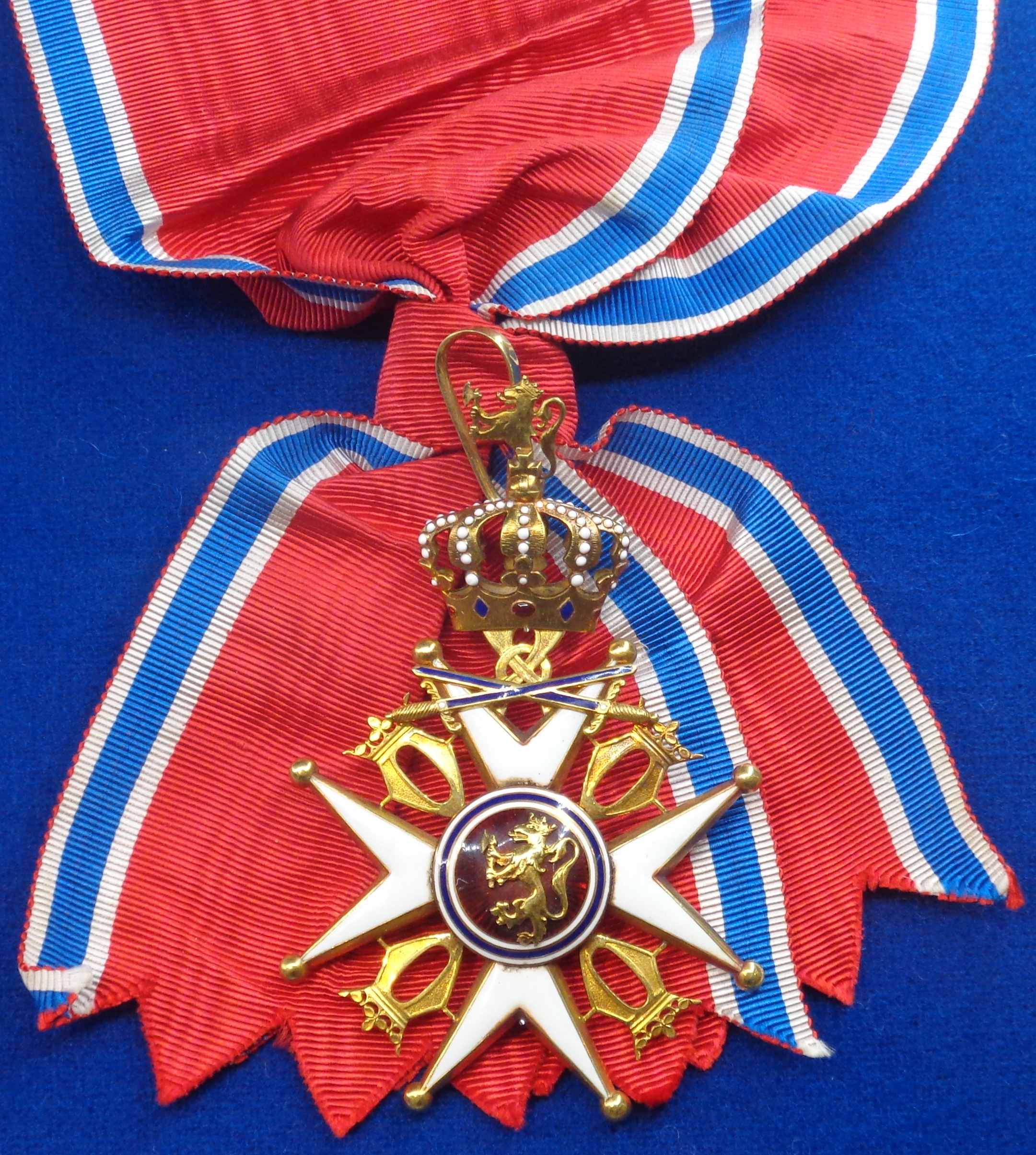
Velkokříž s meči Řádu svatého Olafa

## Vyznamenání udílená či schválená panovníkem

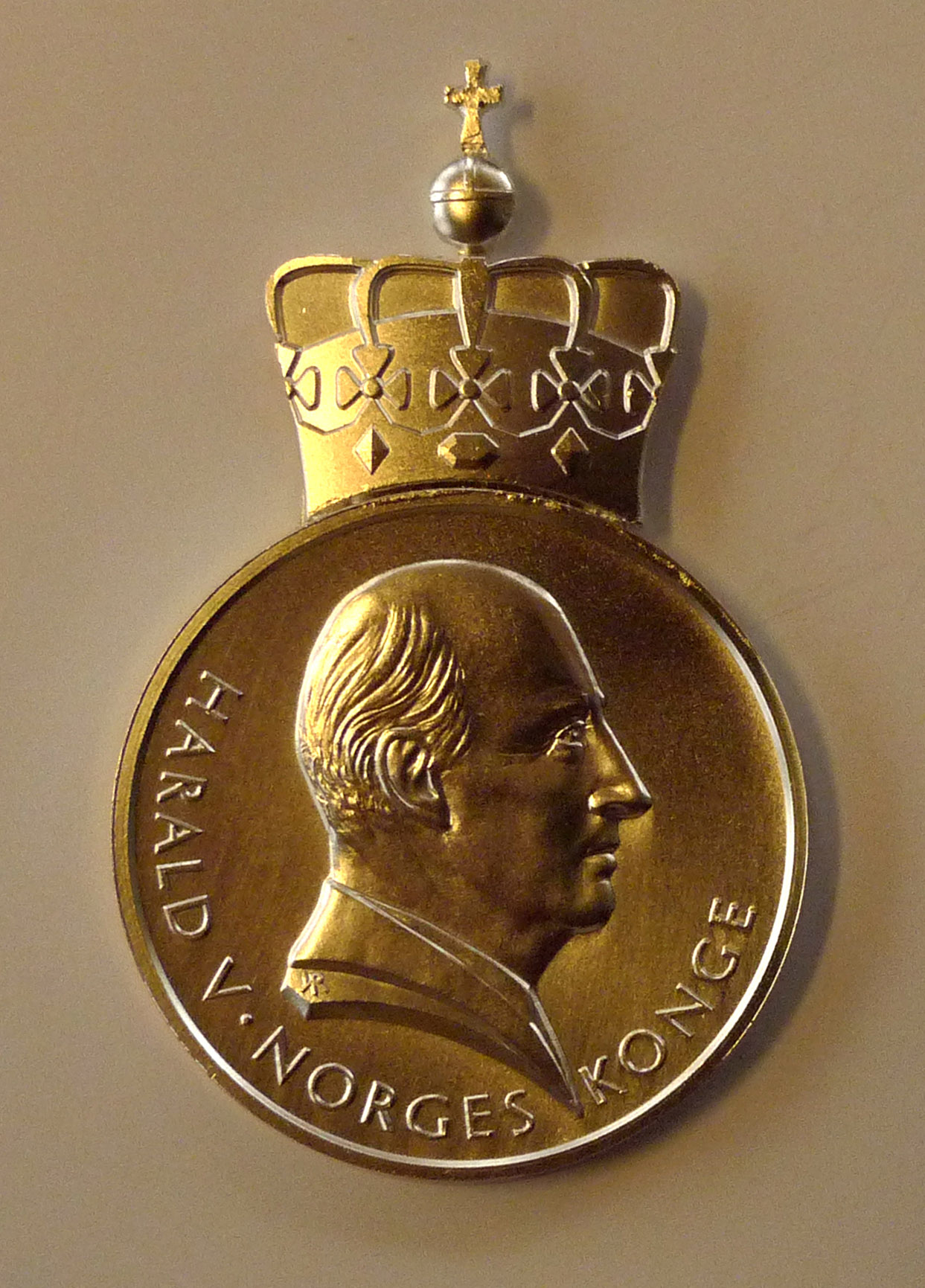
Medaile za hrdinské činy s portrétem Haralda V.

1. Válečný kříž s meči (Krigskorset med sverd) byl založen dne 21. května 1941. Udílen je za nejvyšší statečnost či příkladné velení tváří v tvář nepříteli.[3]
2. Medaile za vynikající občanskou službu (Medaljen for Borgerdåd) byla založena dne 10. dubna 1819 a udílena byla do roku 2004 za dlouhou, záslužnou a společensky užitečnou práci.[4]
3. Norský královský řád svatého Olafa (Den Kongelige Norske St. Olavs Orden) byl založen dne 21. srpna 1847. Udílen je za významné služby Norsku či lidstvu obecně.[5]
4. Norský královský řád za zásluhy (Den Kongelige Norske Fortjenstorden) byl založen dne 14. června 1985. Udílen je občanům Norska i cizím státním příslušníkům za vynikající služby Norsku.[6]
5. Kříž svobody krále Haakona VII. (Haakon VIIs Frihetskors) byl založen dne 18. května 1945. Udílen je norskému i zahraničnímu vojenskému i civilnímu personálu za vynikající a rozhodující přínos norským zájmům během druhé světové války.[7]
6. Medaile svatého Olafa s dubovou ratolestí (St. Olavsmedaljen med ekegren) byla založena dne 6. února 1942. Udílena je za mimořádné služby Norsku během válečného stavu.
7. Zlatá medaile za hrdinské činy (Medaljen for edel dåd) byla založena dne 19. srpna 1885. Udílena je za statečnost prokázanou při záchraně lidského života.[8]
8. Zlatá Králova medaile za zásluhy (Kongens fortjenstmedalje) byla založena dne 1. února 1908. Udílena je za mimořádné úspěchy v umění, vědě, obchodu a ve veřejné službě.[9]
9. Medaile svatého Olafa (St. Olavsmedaljen) byla založens dne 17. března 1939. Udílena je za vynikající služby poskytované v souvislosti se šířením informací o Norsku v zahraniční a za posilování vazeb mezi v cizině žijícími Nory a jejich vlastí.[10]
10. Válečná medaile (Krigsmedaljen) byla založena dne 23. května 1941. Udílena je občanům Norska i cizincům, a to civilistům i vojákům za účast na osvobozeneckých bojích.[11]
11. Králova medaile za zásluhy (Kongens fortjenstmedalje) byla založena dne 1. února 1908. Udílena je za mimořádné úspěchy v umění, vědě, obchodu a ve veřejné službě.[9]
12. Medaile ozbrojených sil za hrdinské činy (Forsvarets medalje for edel dåd) byla založena dne 1. května 1982. Udílena je za aktivní službu v Norských ozbrojených silách.[12]
13. Medaile svobody krále Haakona VII. (Haakon VIIs Frihetsmedalje) byla založena dne 18. května 1945. Udílena je norským i zahraničním vojákům a civilním zaměstnancům ozbrojených sil za mimořádné úspěchy během války.[13]
14. Stříbrná medaile za hrdinské činy (Medaljen for edel dåd) byla založena dne 19. srpna 1885. Udílena je za statečnost prokázanou při záchraně lidského života.[8]
15. Medaile za záchranu na moři (Medaljen for redningsdåd til sjøs) byla založena dne 25. srpna 1978. Udílena je za prokázanou odvahu, vynalézavost a dovednost při záchraně života na moři nebo za jiný podobný čin.[14]
16. Nansenova medaile za vynikající výzkum (Nansenmedaljen for fremragende forskning) byla založena roku 2003. Udílena je norským vědcům, či vědcům s trvalým bydlištěm v Norsku za vědecký přínos mezinárodního významu.[15]
17. Čestný kříž Norské policie (Politiets hederskors) byl založen dne 14. září 2001. Udílen je za mimořádně záslužnou pomoc norské policii.[16]
18. Čestný kříž civilní obrany (Sivilforsvarets hederskors) byl založen dne 6. listopadu 2003. Udílen je za pomoc norské civilní obraně.[17]
19. Čestný kříž obrany (Forsvarets hederskors) byl založen dne 30. ledna 2012. Udílen je občanům Norska i cizincům za mimořádně záslužnou pomoc ozbrojeným silám Norska.[18]
20. Služební medaile obrany s vavřínovou ratolestí (Forsvarsmedaljen med laurbærgren) byla založena dne 1. května 1982. Udílena je za mimořádné zásluhy o ozbrojené síly Norska.[19]
21. Služební medaile policie s vavřínovou ratolestí (Politimedaljen med laurbærgren) byla založena dne 1. března 2002. Udílena je za mimořádné zásluhy o norskou policii.[20]
22. Služební medaile civilní obrany s vavřínovou ratolestí (Sivilforsvarsmedaljen med laurbærgren) byla založena dne 6. listopadu 2003. Udílena je příslušníkům civilní obrany za úspěchy ve službě.[21]
23. Medaile za obranu 1940–1945 (Deltagermedaljen 9. april 1940–8. mai 1945) byla založena dne 19. září 1945. Udílena je občanům Norska i cizincům a to civilistům i vojákům za účast na bojích proti německé invazi a okupaci Norska v období let 1940 až 1945.[22]
24. Medaile za zásluhy Jeho Veličenstva krále za službu v domobraně (Heimevernets fortjenstmedalje) byla založena dne 13. ledna 1971. Udílena je občanům Norska i cizím státním příslušníkům, civilistům i příslušníkům ozbrojených sil za zásluhy o Heimevernet.[23]
25. Norská korejská medaile (Den norske Koreamedalje) byla založena dne 29. dubna 1955. Udílena byla pracovníkům, kteří během korejské války sloužili v norské polní nemocnici (NORMASH) v Koreji.[24]
26. Maudheimská medaile (Maudheimmedaljen) byla založena dne 14. listopadu 1951. Udělena byla členům norsko-britsko-švédské antarktické expedice.[25]
27. Antarktická medaile (Antarktismedaljen) byla založena dne 3. února 1960. Udělena byla členům šesté norské antarktické expedice.[26]
28. Zlatá Pamětní medaile Jeho Veličenstva krále (H.M. Kongens erindringsmedalje) byla založena roku 1906. Udílena je za mimořádné služby panovníkovi.[27]
29. Medaile stého výročí královské rodiny (Kongehusets 100-årsmedalje) byla založena dne 25. listopadu 2005. Udělena byla při příležitosti oslav stého výročí nezávislosti Norska a stého výročí královské rodiny.[28]
30. Pamětní medaile krále Haakona VII. (Kong Haakon VIIs minnemedalje) byla založena dne 1. října 1957. Udělena byla za podíl na organizaci pohřbu krále Haakona VII.[29]
31. Jubilejní medaile krále Haakona VII. 1905– 1930 (Kong Haakon VIIs jubileumsmedalje 1905–1930) byla založena roku 1930 na paměť 25. výročí nástupu krále Haakona VII. na norský trůn.[30]
32. Jubilejní medaile krále Haakona VII. 1905–1955 (Kong Haakon VIIs jubileumsmedalje 1905–1955) byla založena roku 1955. Udělena byla na památku 50. výročí nástupu krále Haakona VII. na trůn.[31]
33. Medaile 70. výroční narození krále Haakona VII. (Haakon VIIs 70-årsmedalje) byla založena dne 27. října 1942. Udělena byla příslušníkům norských ozbrojených sil sloužícím v Británii v den 70. narozenin krále Haakona VII. (3. srpna 1942).[32]
34. Medaile 100. výročí narození krále Haakona VII. (Kong Haakon VIIs 100-årsmedalje) byla založena dne 3. srpna 1972 při příležitosti oslav stého výročí narození krále Haakona VII.[33]
35. Pamětní medaile krále Olafa V. (Kong Olav Vs minnemedalje) byla založena 30. ledna 1991 na památku zesnulého krále Olafa V. při příležitosti jeho pohřbu.[34]
36. Jubilejní medaile krále Olafa V. 1957–1982 (Kong Olav Vs jubileumsmedalje 1957–1982) byla založena roku 1982 na památku 25. výročí nástupu krále Olafa V. na norský trůn.[35]
37. Medaile 100. výročí narození krále Olafa V. (Kong Olav Vs 100-årsmedalje) byla založena 2. července 2003 při příležitosti oslav stého výročí narození bývalého norského krále Olafa V.[36]
38. Jubilejní medaile krále Haralda V. 1991–2016 (Kong Harald Vs jubileumsmedalje 1991–2016) byla založena roku 2016 na památku 25. výročí nástupu krále Haralda V. na norský trůn.
39. Stříbrná Pamětní medaile Jeho Veličenstva krále (H.M. Kongens erindringsmedalje) byla založena roku 1906. Udílena je za mimořádné služby panovníkovi.[27]
40. Služební medaile obrany (Forsvarsmedaljen) byla založena dne 1. května 1982. Udílena je za mimořádné zásluhy o ozbrojené síly Norska.[37]
41. Služební medaile policie (Politimedaljen) byla založena dne 1. března 2002. Udílena je za mimořádné zásluhy o norskou policii.[20]
42. Služební medaile civilní obrany (Sivilforsvarsmedaljen) byla založena dne 6. listopadu 2003. Udílena je příslušníkům civilní obrany za úspěchy ve službě.[21]
43. Medaile za zranění v akci (Forsvarets medalje for sårede i strid) byla založena dne 1. ledna 2005. Udílena je za zranění v boji nebo za podobných okolností.[38]
44. Medaile ozbrojených sil za mezinárodní operace (Forsvarets medalje for internasjonale operasjoner)  byla založena dne 9. října 2000. Udílena je za účast na norských mezinárodních vojenských operací.[39]
45. Policejní medaile za mezinárodní službu (Politiets medalje for internasjonal tjeneste) byla založena dne 14. září 2004. Udílena je policejním důstojníkům i civilním zaměstnancům policie za účast na mezinárodních misích.[40]
46. Medaile civilní obrany za mezinárodní službu (Sivilforsvarets medalje for internasjonal tjeneste) byla založena dne 6. listopadu 2003. Udílena je příslušníkům civilní obrany za účast na mezinárodních operacích.[41]
47. Medaile obrany za službu v zahraničí (Forsvarets Innsatsmedalje) byla založena dne 1. ledna 1993. Udílena je příslušníkům ozbrojených sil za příkladnou statečnost během mise.[42]
  -  Medaile obrany za službu v zahraničí s rozetou
  -  Medaile obrany za službu v zahraničí Afghánistán[43]
  -  Medaile obrany za službu v zahraničí Saúdská Arábie[44]
  -  Medaile obrany za službu v zahraničí Balkán[45]
48. Medaile obrany za zahraniční operace (Forsvarets operasjonsmedalje) byla založena dne 1. dubna 2005. Udílena je za službu po dobu třiceti dní (před rokem 2011 devadesát dní) v statutem medaile daných zahraničních misích.
  -  Medaile obrany za zahraniční operace, Bosna a Hercegovina[46]
  -  Medaile obrany za zahraniční operace, Kosovo-Srbsko-Černá Hora[47]
  -  Medaile obrany za zahraniční operace, Afghánistán[48]
  -  Medaile obrany za zahraniční operace, Operace Active Endeavour[49]
  -  Medaile obrany za zahraniční operace, Irák[50]
  -  Medaile obrany za zahraniční operace, Operace Baltic Accession[51]
  -  Medaile obrany za zahraniční operace, Súdán[52]
  -  Medaile obrany za zahraniční operace, Libanon[53]
  -  Medaile obrany za zahraniční operace, Čad[54]
  -  Medaile obrany za zahraniční operace, Somálsko[55]
  -  Medaile obrany za zahraniční operace, Libye[56]
  -  Medaile obrany za zahraniční operace, Sýrie[57]
  -  Medaile obrany za zahraniční operace, Mali[58]
  -  Medaile obrany za zahraniční operace, Středozemní moře
49. Národní služební medaile (Vernedyktighetsmedaljen) byla založena dne 1. května 1982. Udílena je za úspěšné dokončení prvního roka služby.
  -  Národní služební medaile armády[59]
  -  Národní služební medaile námořnictva[60]
  -  Národní služební medaile letectva[61]
  -  Národní služební medaile národní gardy[62]

## Královské rodinné řády
- Královský rodinný řád krále Haakona VII. byl založen roku 1906.
- Královský rodinný řád krále Olafa V. byl založen roku 1958.
- Královský rodinný řád krále Haralda V. byl založen roku 1991.

## Další vyznamenání
- Medaile za dlouhou a věrnou službu udílí Královská společnost pro blaho Norska. Udílena je zaměstnancům, kteří u stejného zaměstnavatele pracují minimálně třicet let.[63]
- Záslužná medaile Dobrovolné střelecké služby
- Záslužná medaile námořní společnosti
- Čestný odznak Norského Červeného kříže
- Čestný odznak norských rezervistů
- Čestný odznak Norské střelecké asociace
- Čestný odznak Norské vojenské společnosti
- Čestný odznak dobrovolného střelce
- Čestní odznak účastníka války
- Čestný odznak Norského důstojnického jezdeckého klubu
- Medaile stráže Jeho Veličenstva krále
- Čestný odznak Norské obranné asociace
- Medaile veterána německé brigády
- Čestný odznak Norské asociace Lotte
- Medaile za mír z roku 1988
- Čestný odznak Norské asociace veteránů pro mezinárodní operace
- Čestný odznak vojenské společnosti v Oslu
- Odznak Letecké vojenské společnosti
- Čestný odznak Norského aeroklubu
- Policejní afghánská medaile
- Vojenský kříž s mečem
- Vojenský kříž